# Pseudoanthidium reticulatum
Pseudoanthidium reticulatum là một loài Hymenoptera trong họ Megachilidae. Loài này được Mocsáry mô tả khoa học năm 1884.